# Puerto Deportivo Noray
El Puerto Deportivo Noray es una infraestructura portuaria situada en la ciudad autónoma de Melilla, España. Inaugurado en 1997, se ha consolidado como un referente en la náutica recreativa del norte de África. Gestionado por la Autoridad Portuaria de Melilla, ofrece una amplia gama de servicios tanto a embarcaciones como a usuarios.

## Historia
La construcción del Puerto Deportivo Noray se inició en el marco de las celebraciones del V Centenario de Melilla como ciudad española, con el objetivo de impulsar el desarrollo económico y turístico de la ciudad. Su inauguración oficial tuvo lugar a principios de 1997, y desde entonces ha experimentado diversas ampliaciones y mejoras para adaptarse a las necesidades del sector náutico y del turismo.

## Características
El Puerto Deportivo Noray se distingue por su diseño moderno, su ubicación estratégica y la variedad de servicios que ofrece tanto a embarcaciones como a usuarios. Es una de las principales infraestructuras náutico-recreativas del norte de África y forma parte de la red portuaria gestionada por la Autoridad Portuaria de Melilla.

### Ubicación

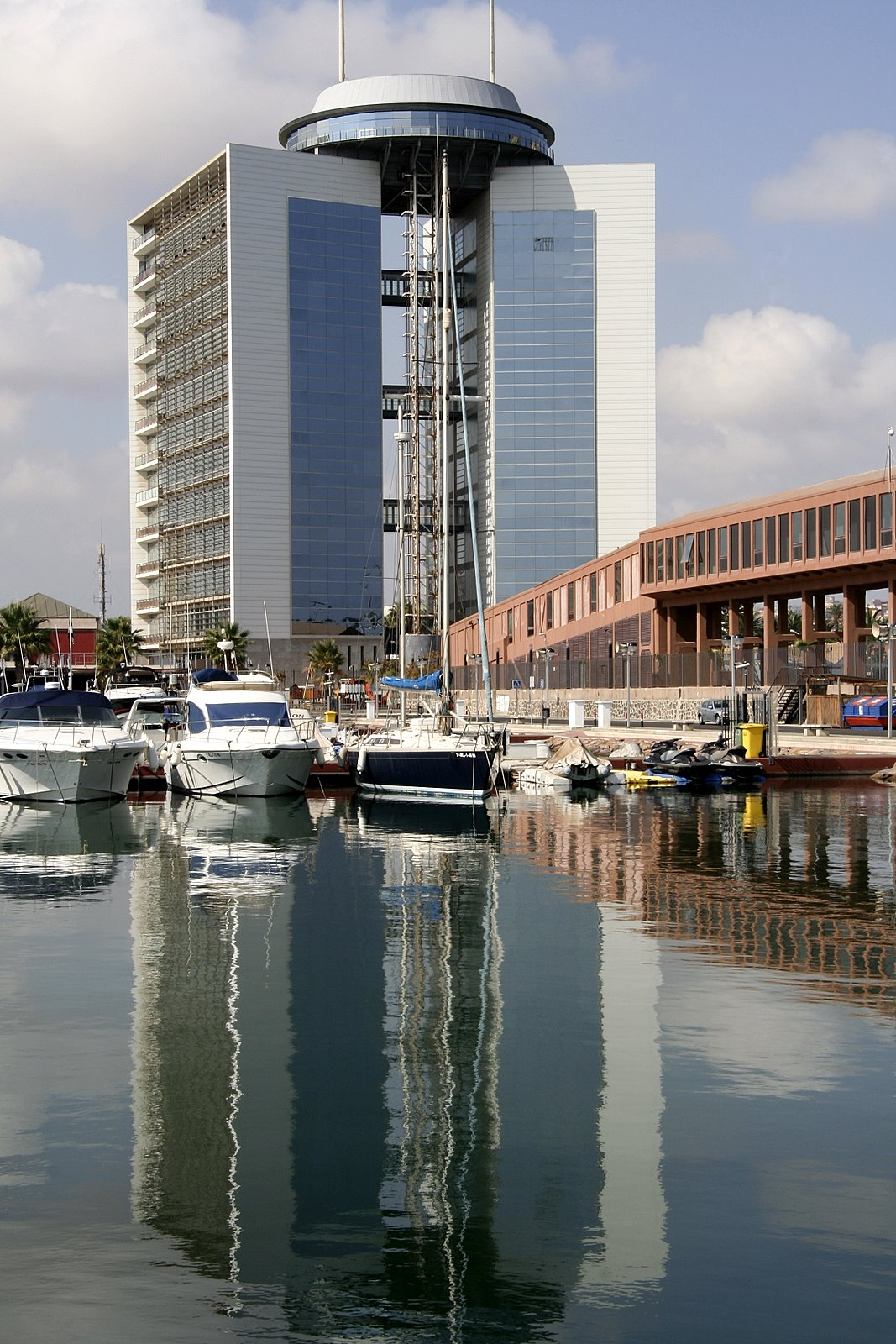
Torres V Centenario

El puerto se encuentra al sur del Puerto de Melilla, dentro del casco urbano de la ciudad autónoma, lo que le proporciona una conectividad directa con las zonas comerciales, culturales y turísticas de Melilla. Su localización céntrica permite el acceso peatonal desde diversos puntos de la ciudad, lo que facilita el uso tanto por parte de residentes como de visitantes.

### Superficie
El recinto del puerto deportivo abarca una superficie total de aproximadamente 36.700 metros cuadrados, distribuidos entre zonas de atraque, servicios técnicos y espacios comerciales. Esta superficie incluye tanto el espejo de agua como el área terrestre destinada a actividades auxiliares y de ocio.

### Capacidad
El Puerto Deportivo Noray dispone de 397 amarres, diseñados para embarcaciones deportivas y de recreo. Admite esloras comprendidas entre 6 y 24 metros, lo que permite albergar desde pequeñas lanchas hasta yates medianos. Las instalaciones están adaptadas para recibir embarcaciones tanto de uso particular como profesional.

### Servicios

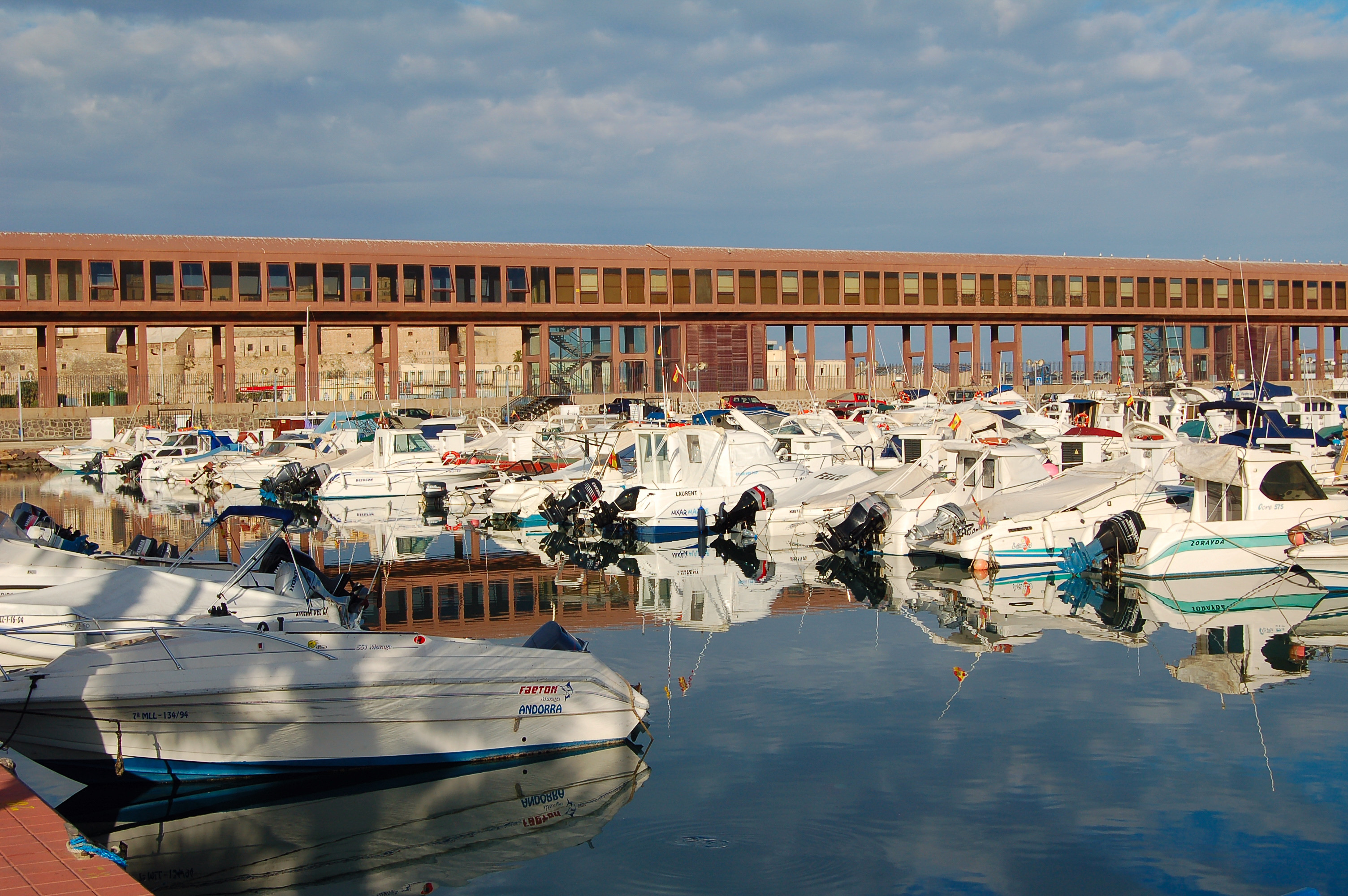
Embarcadero del Puerto Noray

El puerto ofrece una amplia gama de servicios náuticos, técnicos y de atención al usuario, entre los que destacan:
- Suministro de electricidad y agua potable en todos los puntos de atraque.
- Duchas y aseos para tripulaciones y visitantes.
- Estación de suministro de carburante, con disponibilidad de diésel y gasolina.
- Sistema de recogida de aguas residuales y aguas grises, conforme a la normativa medioambiental vigente.
- Conexión Wi-Fi gratuita en todo el puerto.
- Rampa de botadura, adecuada para pequeñas embarcaciones.
- Servicio de reciclaje, así como venta de hielo para aprovisionamiento.
- Alquiler de bicicletas y coches, facilitando la movilidad de los navegantes dentro y fuera de la ciudad.
- Sistema de videovigilancia y vigilancia nocturna, que garantiza la seguridad de las instalaciones y embarcaciones.
- Servicio de lavandería, especialmente útil para estancias prolongadas.
- Grúa de elevación para labores de mantenimiento y varada de embarcaciones.
- Zona comercial que incluye restaurantes, bares, cafeterías y tiendas náuticas, lo que convierte al puerto en un espacio también de ocio y convivencia.

Estas características hacen del Puerto Deportivo Noray no solo un punto de atraque, sino un entorno multifuncional que combina servicios náuticos, turismo y actividad social en el corazón de Melilla.

## Usos y actividades

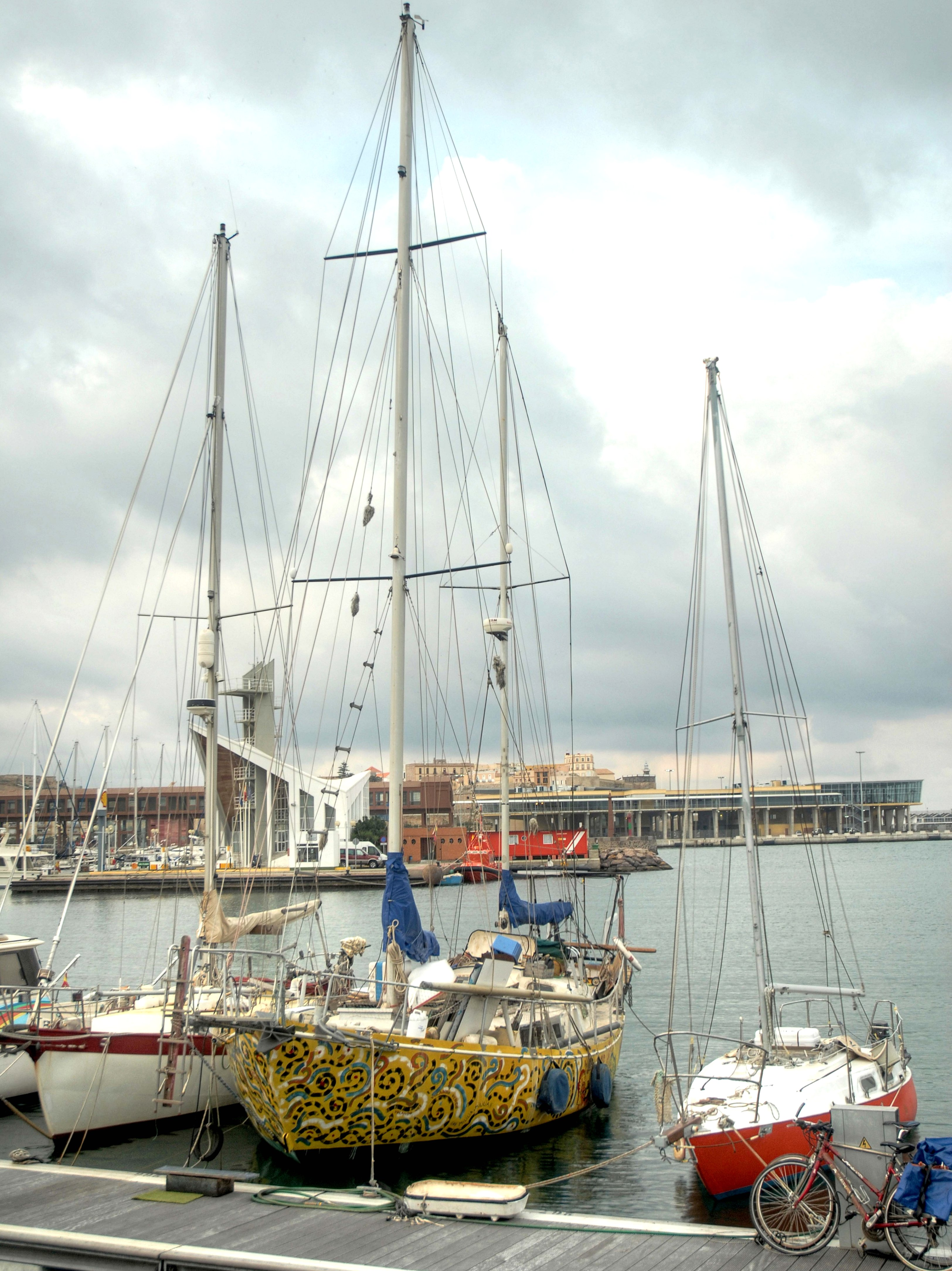
Barcos en el Puerto Noray

El Puerto Deportivo Noray no solo sirve como puerto de amarre, sino que también es un centro de ocio y turismo. En él se celebran eventos náuticos y culturales, y alberga una variedad de establecimientos comerciales que atraen tanto a residentes como a visitantes.

### Semana Náutica de Melilla
La Semana Náutica de Melilla es un evento anual celebrado en el Puerto Deportivo Noray desde 1997, en el marco de las celebraciones del V Centenario de Melilla como ciudad española. Este evento reúne a aficionados y profesionales del mundo náutico para participar en competiciones de vela, pesca deportiva y otras actividades relacionadas. Organizada por el Real Club Marítimo de Melilla, la Semana Náutica ha ganado relevancia a lo largo de los años, posicionando a Melilla como un destino destacado en el ámbito del turismo náutico.

## Gestión y administración

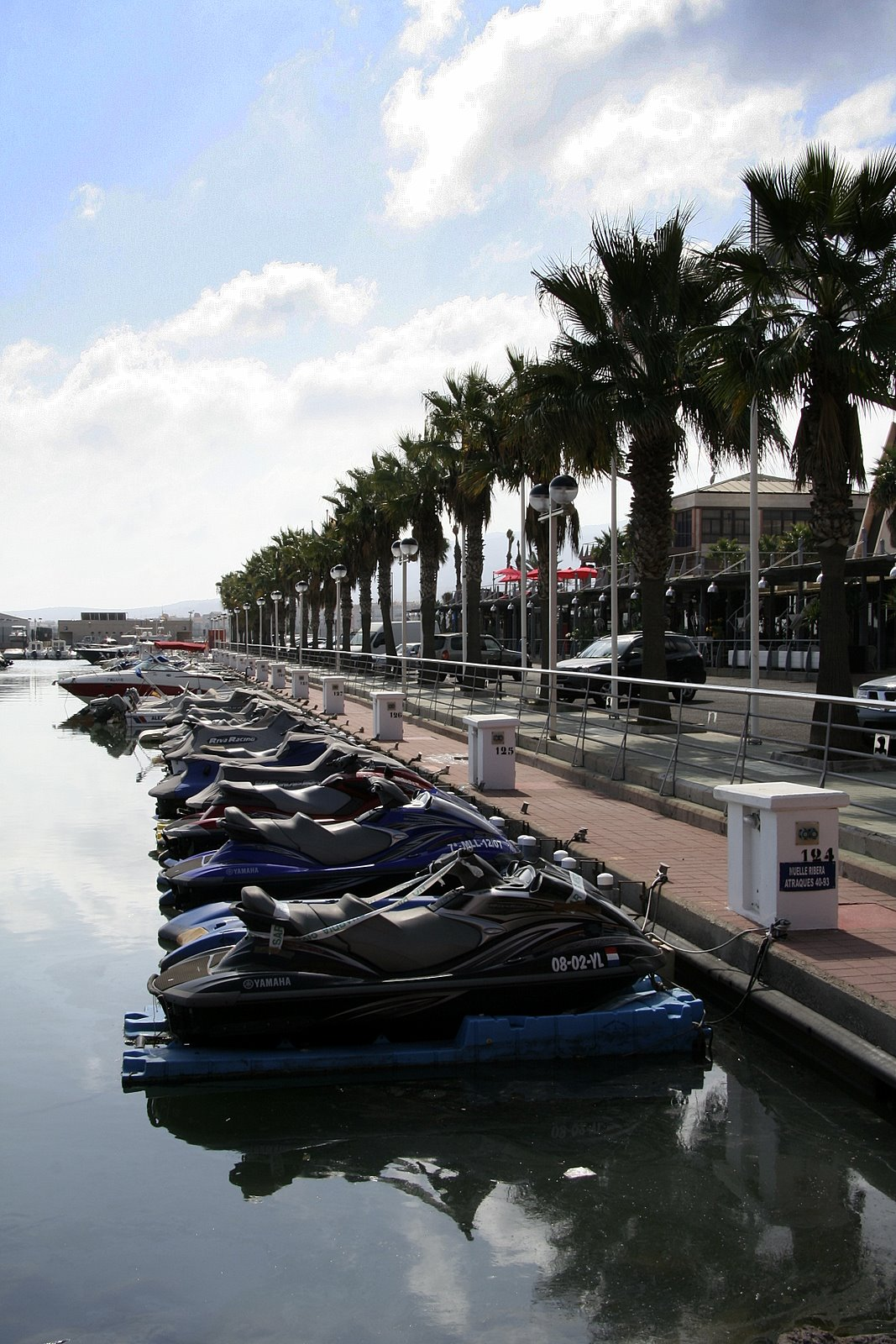
Puerto deportivo junto al Casino de Melilla

La gestión del Puerto Deportivo Noray está a cargo de la Autoridad Portuaria de Melilla, organismo público que depende del Ministerio de Transportes, Movilidad y Agenda Urbana de España. La Autoridad Portuaria es responsable de la administración, mantenimiento y desarrollo de las infraestructuras portuarias en la ciudad autónoma.

## Reconocimientos
El Puerto Deportivo Noray ha sido galardonado con la Bandera Azul, un distintivo otorgado por la Fundación Europea de Educación Ambiental a puertos que cumplen con criterios de calidad ambiental, seguridad y servicios. Este reconocimiento destaca el compromiso del puerto con la sostenibilidad y la excelencia en la gestión portuaria.

## Críticas y desafíos medioambientales
A pesar de los reconocimientos obtenidos, el Puerto Deportivo Noray ha sido objeto de críticas por parte de organizaciones ecologistas. La asociación Guelaya Ecologistas en Acción ha señalado la presencia de acumulaciones de basura en la escollera del puerto, lo que pone en entredicho el cumplimiento de los estándares medioambientales exigidos para la concesión de la Bandera Azul. Estas críticas han generado un debate sobre la eficacia de los mecanismos de evaluación y control ambiental en la concesión de este tipo de distinciones.